# (3130) Hillary
(3130) Hillary (1981 YO) – planetoida z pasa głównego asteroid okrążająca Słońce w ciągu 3,87 lat w średniej odległości 2,47 au. Odkryta 20 grudnia 1981 roku.